# I Piccoli
Il teatro dei Piccoli di Podrecca, conosciuto anche come Il teatro dei Piccoli o come I Piccoli, era una compagnia di marionette famosa a livello internazionale, soprattutto tra gli anni '20 e '50 del '900, fondata da Vittorio Podrecca.

Vittorio Podrecca con i suoi Piccoli

## Storia
Podrecca cominciò a dedicare le sue ore libere, durante la sua vita che oramai si svolgeva a Roma, all'idea di fondare un teatro di marionette: realizzò il suo sogno nel febbraio del 1914, in società con Luigi Fornaciari, rappresentante della Casa Ricordi.
Fornaciari, conferì una parte di capitale e prese in affitto l'ex scuderia del palazzo dei principi Odescalchi a Roma (e con il nome di Sala Verdi, l'aveva adibita a sala di concerti).
Terzo socio fu il marionettista Giovanni Santoro, direttore della Compagnia “I Fantocci di Santoro”, già con esperienza sia in Italia che all'estero.
La nuova compagnia fu chiamata “Teatro dei Piccoli”. Santoro mise a disposizione marionette e il suo repertorio che insieme a vari numeri di varietà comprendeva anche la rivista di Napoli. Gli amici che Vittorio Podrecca si era fatto, nel corso delle molteplici attività che aveva svolto, contribuirono finanziariamente alla nascita dei Piccoli, anche perché il capitale a disposizione di Podrecca non era sufficiente.
Podrecca designò subito le sceneggiature in cui dovevano cimentarsi le marionette: la marionetta musicale, autentico prodotto made in Italy e particolarmente veneziano: praticamente le marionette recitavano in un  musical, con gag, balletti, varietà ed altro accompagnate da musiche e cantanti dal vivo.
Negli anni la compagnia girò il mondo, ricreando anche versioni di legno di personaggi famosi come Greta Garbo e  Charlie Chaplin o personaggi animati come Braccio di Ferro e Betty Boop, mietendo successi in tutto il mondo, compresi gli Stati Uniti.

## La guerra e l'esilio
Nel 1939, Podrecca, con la sua compagnia e con le sue venti tonnellate di bagaglio teatrale, entra in Messico. Ma altri eserciti stanno per muoversi: sta iniziando la seconda guerra mondiale. Con l'entrata in guerra dell'Italia la compagnia è costretta, suo malgrado, ad essere in esilio all'estero effettuando tournée, tra varie vicissitudini, soprattutto nel sud America (Brasile ed Argentina); la compagnia riuscì a tornare in Italia solo nel 1951 dopo 14 anni di lontananza dal suolo natio.
Il rientro dei Piccoli in Italia è carico di successi, ma coincide anche con l'inizio dei problemi di salute di Podrecca. Nel tempo iniziano anche i problemi finanziari dovuti agli alti costi di gestione della compagnia soprattutto per creare nuovi spettacoli al passo coi tempi, così Podrecca raddoppia con la compagnia il Nucleo.

## Nascita del Nucleo
Il Nucleo debutta il 12 marzo 1956 alla Piccola Scala di Milano. Con il Retablo, ricomincia il successo anche con questa compagnia specializzata in opere liriche versione in miniatura, seguendo l'obiettivo del fondatore riguardo a un reciproco soccorso fra compagnie (soprattutto dal lato economico).
Le due compagnie restano divise in due tournée diverse, ma negli anni iniziano a competere tra loro, fino alla morte nel 1959 del fondatore.
L'attività dei Piccoli continuò fino al 1964, anno in cui terminarono i finanziamenti anche per il trasporto delle attrezzature per gli spettacoli, e la compagnia si sciolse.

## La rinascita
Le marionette furono recuperate nel 1965 da alcuni vecchi collaboratori di Podrecca e la Regione Autonoma Friuli-Venezia Giulia, insieme al Teatro Stabile del Friuli-Venezia Giulia e da un gruppo di operatori culturali, rintraccia il materiale. In seguito la regione Friuli-Venezia Giulia vota una legge per lo stanziamento di sessanta milioni di lire da destinare al recupero del materiale e alla rinascita dei Piccoli.
Il 7 maggio 1979, il Teatro Stabile del Friuli-Venezia Giulia rileva le marionette “superstiti” e il materiale scenico e ricostituisce il gruppo di marionettisti che hanno collaborato fino all'ultimo con Podrecca. Il 5 luglio dello stesso anno, nel venticinquesimo anniversario della morte di Podrecca, nel Teatro Ristori di Cividale si allestisce un primo spettacolo di varietà della rinata compagnia, con l'orchestra viennese, Pierino e il lupo, La morte del cigno, Bilbolbul, Serafina, La corrida, Tarantella napoletana, Il violinista, Infernale, Rumba, Carnevalito, Il somaro sapiente, Il pianista.
Lo spettacolo si replica, va in tournée e intanto, si pensa di affidare ai marionettisti una scuola perché i Piccoli possano continuare a esistere.
I nuovi Piccoli, ancora in attività, raccolgono consensi in Italia e fuori come i loro progenitori.